# Ulmerochorema onychion
Ulmerochorema onychion är en nattsländeart som beskrevs av Arturs Neboiss 1977. Ulmerochorema onychion ingår i släktet Ulmerochorema och familjen Hydrobiosidae. Inga underarter finns listade i Catalogue of Life.